# Edwin Edwards
Pour les articles homonymes, voir Edwards et Edwin Edwards (homonymie).
Edwin Edwards est un homme politique démocrate américain, né le 7 août 1927 dans la paroisse des Avoyelles en Louisiane et mort le 12 juillet 2021.

## Biographie
Edwin Edwards est originaire de Marksville dans le centre de la Louisiane. Son père, Clarence Edwards, est un métayer presbytérien à moitié cadien et sa mère, Agnès (Brouillette) Edwards, est une cadienne catholique francophone. À la maison, Edwin Edwards parle l'anglais et le français cadien.
Il sert dans l'Aéronautique navale de l'US Navy à la fin de la Seconde Guerre mondiale. De retour en Louisiane, il obtient un Bachelor of Laws de l'université d'État de Louisiane en 1949 et devient avocat.
Il est élu au conseil municipal de Crowley de 1954 à 1962 puis au Sénat de Louisiane en 1964. L'année suivante, il est élu à la Chambre des représentants des États-Unis à l'occasion d'une élection partielle provoquée par la mort de T. Ashton Thompson (en). Il est réélu en 1966, 1968 et 1970 dans le 7e district de Louisiane.
Il est gouverneur de Louisiane durant trois mandats (1972–1980, 1984–1988 et 1992–1996) et le gouverneur ayant servi le plus longtemps à ce poste. Edwards est aussi, depuis le XIXe siècle, le premier gouverneur catholique et premier gouverneur francophone de Louisiane. Sans doute l'un des gouverneurs les plus populaires qu'ait connu cet État, à l'exception de Huey Long, il est une personnalité haute en couleur et figure légendaire de la politique louisianaise mais est poursuivi le long de sa carrière par des accusations de corruption.
En 2001, il est condamné à 10 ans de prison pour racket. Edwards débute l'exécution de sa peine en octobre 2002 à Fort Worth au Texas et est par la suite transféré dans la prison d'Oakdale, en Louisiane. À l'occasion de son 80e anniversaire, en août 2007, plusieurs personnalités dont Dave Treen et J. Bennett Johnston, Jr., qu'Edwards avait battu aux élections, demandent le pardon présidentiel pour l'ancien gouverneur, pardon non accordé. Edwards est libéré le 13 janvier 2011.
Il est l'auteur d'une des phrases politiques les plus célèbres des États-Unis. Interrogé sur la popularité dont il s'enorgueillissait, il déclara que personne ne pouvait le battre, à moins qu'il ne soit « pris en flagrant délit au lit avec un garçon vivant ou une fille morte ».
Il tente un retour en politique en 2014 en se présentant à la Chambre des représentants dans le 6e district de Louisiane, un district considéré comme sûr pour les républicains. Il aurait préféré se présenter au poste de gouverneur mais la loi interdit aux anciens condamnés d'être candidat dans les 15 ans suivant leur sortie de prison. Edwards arrive en tête du premier tour (jungle primary) avec 30 % des suffrages devant le républicain Garret Graves à 27 %. Cependant, le total des votes républicains atteint 64 %. Rassemblant 38 % des voix au second tour, il est battu par Graves.

### Vie privée
Entre 1949, jusqu'à leur divorce en 1989, il est marié à Elaine Edwards, qu'il nomma de façon intérimaire sénatrice de Louisiane en 1972.
En 2011, peu après sa sortie de prison, il épouse Trina, de cinquante ans sa cadette. Une émission sur leur vie privée (The Governor's Wife) devait être diffusée sur la chaîne A&E mais a été annulée. En 2013, ils ont un enfant prénommé Eli.

### Articles annexes
- Liste des représentants des États-Unis pour la Louisiane